# (21216) 1994 UZ1
1994 يو زد 1 (ويعرف أيضًا باسم (21216) 1994 يو زد 1 وفق تسمية الكوكب الصغير) (بالإنجليزية: 1994 UZ1)‏ هو كويكب ضمن حزام الكويكبات؛ وترتيبه 21216 من حيث الاكتشاف.
اكتُشف هذا الجُرم الفلكي بواسطة هيروشي كانيدا في 31 أكتوبر 1994.

## وصلات خارجية
- (21216) 1994 UZ1 في قاعدة بيانات مختبر الدفع النفاث لأجرام النظام الشمسي الصغيرة

- الاكتشاف · مخطط المدار ·  العناصر المدارية · المعلمات المادية

- (21216) 1994 UZ1 على موقع ويكي سكاي: DSS2, SDSS, GALEX, IRAS, Hydrogen α, X-Ray, Astrophoto, Sky Map, Articles and images